# Quiritario
Quiritario es un término usado en el antiguo Derecho Romano, alusivo a los quirites, esto es, a los ciudadanos romanos. Ostentaban tal calidad todos aquellos individuos de la especie humana que reunían los requisitos consagrados en el Ius Civile. Los principales atributos que confería el Ius Civile a los ciudadanos romanos, fueron:
- Ius connubii: derecho a contraer matrimonio civil o iustae nuptiae.
- Ius sufragii: derecho al voto.
- Ius commercii:  derecho a ejercer el comercio.
- Ius honorum: derecho a desempeñar cargos públicos y altas dignidades del gobierno romano.
- Ius testamenti factio: derecho a extender testamento.

- Datos: Q6095393